# إبراهيم فرغلي
إِبرَاهِيم فرغلِي (19 سِبتمبر / أَيلُول 1967) كاتِب وصحَفيّ ورِوائِي مِصرِيّ . حاصِل على درجة البكالُوريُوس عام 1992 فِي إِدارَة الأَعمال مِن جامِعة المنصُورة . نشأ فِي مدِينَة المنصُورة فِي قَلب الدِّلتَا شرق جُمهُورِيَّة مِصرُ العرَبِيَّة ؛ وترعرع فِي سَلطَنَة عُمان ودولة الإِمَارات العربِيَّة المُتَّحِدة . إِستهِل مَسِيرتُه المِهنِيَّة مطلع التِّسعِينات صُحُفِي فِي مجلَّة رُوز اليُوسِف الأُسبُوعِيَّة، ثُمَّ فِي مجلَّة نزُوىَ العُمانِيَّة، فمُحرِّراً ثقَافِيٌّ فِي صحِيفَة الأَهرَام ، ثُمَّ مُحرِّراً فِي مجلَّة العرَبِيّ الَّتِي تصدُر مِن دولة الكُوَيت .

## نشاءة ومسِيرَة أَدبِيَّة

### النَّشأة
وُلِدَ إِبرَاهِيم فرغلِي فِي يوم الثُّلَاثاء 19 سِبتمبر / أَيلُول عام 1967 فِي مدِينَة المنصُورة فِي قَلب الدِّلتَا مِن أَبوَين مُحِبَّان لِلأَدب ؛ وعاش طُفُولتهُ فِي القِرَاءة ومع الكُتُب ؛ وأَخذ يصنعُ أَساطِير صغِيرة ويروِيها لِنفسِه ؛ ويتحدَّث لَاحِقاً حَوْل هذا الموضُوع: "أَنَّنِي صدِيقٌ جيِّدٌ جِدّاً لِنفسِي واِستمتع بِصُحبة ذاتِي تماماً" ؛ وفِي وقتاً لاحِق عرَفة والِدُهُ لِرِوائِي مِصر الكبِير نجِيب محفُوظ الَّذِي تأَثَّر بِه كثِيراً. كما تأثَّرت حياتِه الشَّخصِيَّة والأَدبِيَّة كثِيراً بأُمَّة الَّتِي بقِيت أَماً حنُوناً وصدِيقاً مُخلِصاً وُوفِياً فِي مُخيِّلتِ الكاتِب والرِّوائِي إِبرَاهِيم فرغلِي. أَمضِي جُزاءٍ مِن طُفُولتِه فِي سَلطَنَة عُمان ويصِف تِلك الفترة مِن حياته ويقُول: "شاركتُ فِي فعَّالِيَّات المدارِس فِي إِحتِفالات عُمان الوطنِيَّة وعُمرِي 8 سنوات ؛ بَيْن زُملاء عُمانِيِّين ؛ وعِشت طُفُولتي فِي مسقَط وعُدت إِليها فِي الثَّمانِينات وحصلتُ على الثَّانوِيَّة العَامَّةُ فِيها ؛ ثُمَّ عُدت إِليها شاباً عملتُ فِي مسقط ثلاث سنوات فِي التِّسعِينات . شَهِدت نهضة عُمان مِن مطلع السَّبعِينات إِلى اليوم وفِيها عرفت أَصدِقاء طُفُولة وأَصدِقاء عُمر ؛ وكُل إِنجازٍ عُمانِيٌّ يُمثِّل فرحةٍ حقِيقِيَّةٍ لِي" . كمَا أَمضِي جُزاءٍ مِن حياته فِي دولة دولة الإِمَارات العربِيَّة المُتَّحِدة . ثُمَّ عاد إِلى مِصر وحاصِل على درجة البكالُوريُوس عام 1992 فِي إِدارَة الأَعمال مِن جامِعة المنصُورة الَّتِي تُعد مِن أَفضل الجامِعات المِصرِيَّة. وفِي مطلَع عَام 2000 التقاء بِالآنِسة هَايدِي إِبراهِيم عبداللطِيف الصُّحُفِيَّة والمُتَرجِمة وتَزوَّجا لَاحِقاً. وتصِف السَّيِّدة هَايدِي عبداللطِيف تِلك العلاقة وتقُول: "أَتذكَّر واقِعة حدثت فِي بِداية زواجِنا.. فحِين كانت إِبنتِنا لَيلَى فِي شهرِها الأَوَّل أَو أَقل مِن ذلِك إِشترى لها كِتاباً!! وكان إِبراهِيم يجلِس بِجانِبِها دائِماً ؛ يُمسِّكُ كِتاباً ويقرأ لهَا.. وخِلال فترة وجِيزة وجدت إِبنتُي وعُمرُها تقرِيباً شهرين تُمسِك بِالكِتاب.. تمسُّكُه بِطرِيقة صحِيحة فِي يديها وتتأَمَّلُهُ!" . تناثرت طُفُولة الكاتِب والرِّوائِي إِبرَاهِيم فرغلِي وأَيَّامٌ صبَّاه بين هذِه المدِينة وذاك البلَد ورغم ذلِك بقِيت مِصر دائِماً فِي فِكرةِ وخاطِرة.

### مسِيرَة أَدبِيَّة
ولِمُراكمة مَا يُمكِن لِنا مُراكمته عن مسِيرَة الكتاب والرِّوائِي إِبراهِيم فرغلِي الَّذِي لم يتوقَّف كثِيراً عِند كِتابة القِصَّة ثُمَّ تمزِيقُها ؛ فإنتقَل مِن عالم القِرَاءة إلى عالَمُ القِرَاءة والكِتابَة ؛ وإِستهلهَا بِقِصّتِه الأَولِي «أَبيض أَحمر» عام 1992 فِي مجلَّة أَدب ونقَد الأَدبِيَّة، تلَا ذلِك مجمُوعتُهُ القصصِيَّة «بِاِتِّجاه المَآقي» ، فرِواية «كهف الفرَاشات» ، و«أَشباح الحواس» حيثُ يتناول الكاتِب العلاقة العاطِفِيَّة بين الجِنسين عبر مجمُوعة قصصِيَّة، فثُلاثِية «جزِيرة الورد»: «ابتساماتُ القِدِّيسِين» ثُمَّ «جنِيَّة فِي قارُورة» و«مِفتاح الحياة» الَّتِي تناولت العلاقة التَّارِيخِيَّة بين المُسلِمِين والمسِيحِيِّين ؛ حيثُ تدُور أَحداثها فِي مدِينَة المنصُورة ؛ ويتنقَّل أَبطال الرِّواية بين مدِينَة الإِسكندريَّة والقَاهِرة وبارِيس ودُبيّ ؛ فِي مُعالجة أَدبِيَّة ورُؤًى جدِيدة مُحاولاً الرِّوائِي ولِلحظة واحِدة إِبطال بدِيهِيَّة العِلَّة والمعلُول عبر ثلاثَة أَجيال مِن أَبطال الرِّوايَة الَّتِي تربُطُهُم علاقة صداقة تتطوَّرُ مع الزَّمن ؛ مُحافِظاً على العلاقَة بين الواقِع والخيَال الَّذِي يُعِدُّ سِمة مُميِّزة لِأَعمالِه الأَدبِيَّة بِشكلٍ عام. وبينَ الشَّرق والغرب وعبرَ رُواة المُدُن حِكاية رِحلَة بِعُنوان: «مِداد الحِوار.. وُجُوه أَلمانِيَّة بِعُيُون عربِيَّة» فِي نسق أَدُب الرِّحلَات الذِي يُعِدُّ مِن أَهم المصادِر التَّارِيخِيَّة والاِجتِماعِيَّة ؛ ومن أَجمل أَنواعُها. وبعد سنوَات اللَّحقُة كِتاباً بِعُنوان: «البِلاد.. وهمَ الحُدُود المصنُوعةَ بِالدَّم» فِي سِيَاق إِنتاجِه الأَدبِيّ فِي أَدب الرِّحلة . فرِواية «أبناء الجبلاوي» الَّتِي حصلت على جائِزة مُؤَسَّسة ساوِيرِس لِلأَدب المِصرِيّ لِعام 2012 فِي فِئَة كِبار الأُدباء. فمجمُوعة قصصِيَّة بِعُنوان «شامات الحُسن» ، ورِواية «معبد أَنامِل الحرِير» الَّتِي رُشِحت لِلفوزِ لِلجائِزة العالمِيَّة لِلرِّوَايَة العرَبِيَّة ، وحصلت على جائِزة مُؤَسَّسة ساوِيرِس لِلأَدب المِصرِيّ لِعام 2016 فِي فِئَة كِبار الأُدباء. ورِواية «مُغامرة فِي مدِينة الموتى» ، و«مصَّاصُو الحِبر» الَّتِي رُشِحت لِلفوزِ بجائِزة الشَّيخ زايِد لِلكِتَاب ، و«مدِينة الأَقلَام السِّحرِيَّة» المُوجَّهة لِلجِيل الصَّاعِد مِن فِئَة الأَطفَال والنَّاشِئة .

## مسِيرة مهنِيَّة
- (1994-1990) مُحرِّر ثقافِي وفِنِّي فِي مجلَّة رُوز اليُوسِف فِي جُمهُورِيَّة مِصرُ العرَبِيَّة.
- (1994-1992) مُحرِّر فِي شُؤُون الجماعَات الدِّينِيَّة فِي مجلَّة رُوز اليُوسِف فِي جُمهُورِيَّة مِصرُ العرَبِيَّة.
- (1997-1995) مُحرِّر فِي مجلَّة نزُوىَ فِي سَلطَنَة عُمان.
- (2000-1998) مُحرِّر ثقافِي فِي مجلَّة الأَهرَام العرَبِيّ فِي جُمهُورِيَّة مِصرُ العرَبِيَّة.
- (2002-2000) مُحرِّر صفحة الكُتُب فِي صحِيفَة الأَهرَام فِي جُمهُورِيَّة مِصرُ العرَبِيَّة.
- (2005-2002) رئِيس قِسم مُناوِب فِي صحِيفَة الأَهرَام فِي جُمهُورِيَّة مِصرُ العرَبِيَّة.
- (2005-إلى الآن) مُراسِل ثقافِي فِي صحِيفَة النَّهار اللُّبنانِيَّة.
- (2008-2006) أَنشأ وأُشرِّف على الصَّفحة (المُدوَّنة) العرَبِيَّة الأُسبُوعِيَّة فِي صحِيفَة الأَهرَام فِي جُمهُورِيَّة مِصرُ العرَبِيَّة.
- (2008-إلى الآن) عُضو هيئَة التَّحرِير فِي مجلَّة العرَبِيّ فِي دولة الكُوَيت.
- (2012-إلى الآن) مُحرِّر عام فِي مجلَّة العرَبِيّ العِلمِيّ فِي دولة الكُوَيت.
- مُحرِّر ومسؤُول عن التَّحرِير وصِيَاغة عدَد مِن المطبُوعات المُتخَصِّصة مِثل:
  - مجلَّة البيت الَّتِي تُصدِر عن مُؤسَّسة الأَهرام فِي جُمهُورِيَّة مِصرُ العرَبِيَّة.
  - صحِيفَة المُراقِب التَّابِعة لِشَرِكة القَاهِرة الإِخبَارِيَّة فِي جُمهُورِيَّة مِصرُ العرَبِيَّة.
  - مجلَّة الأَهرَام العرَبِيّ الَّتِي تُصدِر عن مُؤسَّسة الأَهرام فِي جُمهُورِيَّة مِصرُ العرَبِيَّة.
- راجع نحو 35 كِتاباً بين الرِّوايَة والشَّعر والنَّقد والأَعمال المُتَرجمَة.
- يكتُب فِي العدِيد مِن الصُّحُف والدَّورِيَّات العرَبِيَّة مقَالَات فِي النَّقد الثَّقَافِيّ والأَدبِيّ .
- تَرجمَت بعضُ أَعمالِه الأَدبِيَّة وقِصصِهِ إِلى اللُّغة الإِنجِلِيزِيَّة والفَرنسِيَّة والدَانِمَارِكيَّة والأَلمانِيَّة.
- نشرَت يومِيَّاته عن زِيارَة خاصَّة لِمدِينة شتُوتغارت الأَلمانِيَّة علَى مدى شهر بِاللُّغة الأَلمانِيَّة والعرَبِيَّة على صفحة مِداد المُنتدى الأَدبِي الأَلمانِي العربِي على الإِنتِرنِت إِحدَى مشارِيع معهد جُوته بِالتَّعاون مع المُؤسَّسة الثَّقافِيَّة الاِتِّحادِيَّة الأَلمانِيَّة؛ فِي مُناسبَة الاِحتِفاء بِالثَّقافة العربِيَّة فِي معرِض فرَآنكفُورت الدُّولِيّ لِلكِتاب فِي عام 2004 .
- شارك فِي العدِيد مِن النَّدَوات الفِكرِيَّة مُتحدِّثاً ومُحاضِراً في مدِينة القَاهِرة وفرَآنكفُورت وشتُوتغارت وهَآُوزِآَخ والكُويت ومَسقط .
- شارك فِي الكِتابَة فِي عدَد مِن المجلَّات الأَجنبِيَّة مِن بينها:
  - صحِيفة نزز الَّتِي تصدِر مِن مدِينة زِيُورِيخ فِي الإتّحاد السِويسْرِيّ .
  - مجلَّة فِكرٌ وفَن مِن إِصدار معهد جُوته فِي جُمهُورِيَّة أَلمَانِيَا الاِتِّحَاديَّة
  - صحِيفة جامِعة واشِنطُن اليومِيَّة الَّتِي تصدِر مِن جامِعة واشِنطُن فِي الوِلَايَات المُتَّحِدَة الأَمرِيكِيَّة .

## مُؤلَّفات
1. بإتّجاه المآقي (مجمُوعة قصصية) القَاهِرة: دار شرقِيَّات لِلنشر والتَّوزِيع، الطَّبعة الأُولَى عام 1997 . الرَّقم الدُّولِيّ لِلكِتَاب: 9772830426 ISBN .
2. كهف الفراشات (رِواية) طبعة خاصَّة عام 1998 ، القَاهِرة: دار مِيرِيت لِلطَّبع والنَّشر والتوزِيع، الطَّبعة الثَّانِية عام 2003 . الرَّقم الدُّولِيّ لِلكِتَاب: ISBN 977-351-093-X .
3. أَشباح الحواس (مجمُوعة قصصية) القَاهِرة: دار مِيرِيت لِلطَّبع والنَّشر والتوزِيع، الطَّبعة الأُولَى عام 2001 . الرَّقم الدُّولِيّ لِلكِتَاب: 9789775938695 ISBN .
4. ابتسامات القِدِّيسِين (رِواية) القَاهِرة: دار مِيرِيت لِلطَّبع والنَّشر والتوزِيع، الطَّبعة الأُولَى عام 2004 ، الطَّبعة الثَّانِية عام 2005 ، مِصر: مكتَبة الأُسرة الطَّبعة الثَّالِثة عام 2006 ، القاهِرة: دار الجامِعَة الأَمِيركِيَّة بِالقاهِرة لِلطَّبع والنَّشر، طبعة بِاللُّغَة الإِنجِلِيزِيَّة عام 2007 . وتُرجِمت فُصُول مِنها لِلُغة الأَلمانِيَّة ونشرت على صفحة مشرُوع مِداد المُنتدى الأَدبِي الأَلمانِي العربِي على الإِنتِرنِت إِحدَى مشارِيع معهدِ جُوته بِالتَّعاون مع المُؤسَّسة الثَّقافِيَّة الاِتِّحادِيَّة الأَلمانِيَّة عام 2004 .
5. مِداد الحِوار.. وُجُوه أَلمانِيَّة بِعُيُون عربِيَّة (أدب رِحلات) القاهِرة: دار العين لِلنشر، الطَّبعة الأُولَى عام 2006 .
6. جنية في قارورة (رِواية) القاهِرة: دار العين لِلنشر، الطَّبعة الأُولَى عام 2007 ، الطَّبعة الثَّانِية عام 2009 . الرَّقم الدُّولِيّ لِلكِتَاب: ISBN 978-977-6231-04-7 .
7. أبناء الجبلاوي (رِواية) القاهِرة: دار العين لِلنشر، الطَّبعة الأُولَى عام 2009 ، الطَّبعة الثَّانِية عام 2010 . الرَّقم الدُّولِيّ لِلكِتَاب: ISBN 977-6231-91-8 .
8. شامات الحُسن (مجمُوعة قصصية) القاهِرة: دار العين لِلنشر، الطَّبعة الأُولَى عام 2014 . الرَّقم الدُّولِيّ لِلكِتَاب: ISBN 978-977-490-260-4 .
9. مُغامرة فِي مدِينة الموتى (أَدَّب النَّاشِئَة: رِواية) بيرُوت: دار منشُورات ضِفاف (سِلسِلة حكايَا) الطَّبعة الأُولَى عام 2014 . الرَّقم الدُّولِيّ لِلكِتَاب: ISBN 978-614-02-0999-2 .
10. البِلاد.. وهَمَ الحُدُود المصنُوعةَ بِالدَّم (أدب رِحلات) الكُويت: دار نُوفا بلس والنَّشر والتوزِيع، الطَّبعة الأُولَى عام 2015 . الرَّقم الدُّولِيّ لِلكِتَاب: ISBN 978-99966-47-54-3 .
11. مصَّاصُو الحِبر (أَدَّب النَّاشِئَة: رِواية) مِصر: دار شجرة لِلنشر والتوزِيع، الطَّبعة الأُولَى عام 2015 . الرَّقم الدُّولِيّ لِلكِتَاب: ISBN 978-977-6538-09-2 .
12. معبد أَنامِل الحرِير(رِواية) بيرُوت: دار منشُورات ضِفاف مع منشُورات الاِختِلَاف الجزائِرِيَّة، الطَّبعة الأُولَى عام 2015 . الرَّقم الدُّولِيّ لِلكِتَاب: ISBN 978-614-02-1266-4 .
13. مدِينة الأَقلَام السِّحرِيَّة (أَدَّب الطِّفل: رِواية) دُبي: دار حكَايَا بِالتَّعاون مع دار الهُدهُد الإِماراتِيَّة ومنشُورات الاِختِلَاف الجزائِرِيَّة ودار منشُورات ضِفاف اللُّبنانِيَّة، الطَّبعة الأُولَى عام 2017 . الرَّقم الدُّولِيّ لِلكِتَاب: ISBN 978-614-02-1587-0 .
14. مِفتاح الحياة (رِواية) إيِطَالِيَا: دار المُتوسِّط لِلنشر والتَّوزِيع، الطَّبعة الأُولَى عام 2018 كجُزء أَخِير مِن ثُلاثِيَّة «جزِيرة الورد» مع «ابتسامات القِدِّيسِين» و«جنِيَّة فِي قارُورة» . الرَّقم الدُّولِيّ لِلكِتَاب: ISBN 978-88-85771-25-3 .
15. بيت من زخرف.. عشيقة ابن رشد (رواية) : دار الشروق الطبعة الأولى عام 2024.[4]

## مَراجع
1. ↑  تصنِيف جامِعَة المنصُورة فِي التَّصنِيف الدُّولِيُ لِلجامِعات © جامِعَة المنصُورة . نسخة محفوظة 17 أكتوبر 2018 على موقع واي باك مشين.
2. ↑  هايدِي عبداللطِيف: 15 عاما مع إِبراهِيم فرغلِي © موقِع الكِتابة الثَّقَافِيّ . نسخة محفوظة 11 أغسطس 2015 على موقع واي باك مشين.
3. ↑  رُواةُ المُدُن: مشرُوع مُدونة يومِيات بِتفاصِيل ورُؤًى وإنطِباعات كُل كاتِبٌ لِلمُجتمع والمكان الذِي وفد إِليه . دُون ونشر بِاللُّغة الأَلمانِيَّة والعربِيَّة على صفحة مِداد إِحدى مشارِيع مَعهد جُوته بِالتَّّعاوُن مع المُؤَسَّسة الثَّقافِيَّة الاِتِّحادِيَّة الأَلمانِيَّة . "نسخة مؤرشفة". مؤرشف من الأصل في 2018-10-12. اطلع عليه بتاريخ 2012-05-24.{{استشهاد ويب}}:  صيانة الاستشهاد: BOT: original URL status unknown (link)
4. ↑  "ابن رشد الفيلسوف العاشق في رواية "بيت من زخرف"". اندبندنت عربية. 21 فبراير 2024. مؤرشف من الأصل في 2024-04-22. اطلع عليه بتاريخ 2024-02-21.